# Induskulturen
Induskulturen var en bronzealder-civilisation, som var aktiv i perioden 3300–1300 f.Kr.; modenhedsperiode 2600–1900 f.Kr.). Civilisationen lå i Indusdalen i det nuværende nordøstlige Afghanistan, Pakistan og nordvestlige Indien og var en af verdens første civilisationer.
Sammen med Det gamle Egypten og Mesopotamien var Induskulturen en af de tre tidlige civilisationer i den Gamle Verden og den af de tre, der havde den største udbredelse med et areal på omkring 1,25 millioner km2. Civilisationen voksede frem ved breden af Indusfloden, en af Asiens største floder, og den nu udtørrede Sarasvati flod, der engang løb gennem det nordvestlige Indien og det østlige Pakistan sammen med dens bifloder.
På civilisationens højdepunkt omfattede den mere end fem millioner indbyggere. Indbyggerne omkring den gamle Indusflod udviklede nye teknikker inden for håndværk og metalarbejde, hvor der blev bearbejdet kobber, bronze, bly og tin. Civilisationens byer er kendetegnet ved nyplanlægning, huse bygget af mursten med brændt ler, avancerede dræn-systemer, vandforsyning samt klynger af bygninger med andre formål end beboelse.
Induskulturen er også Harappakulturen, efter Harappa, der var det første område, der blev udgravet i 1920'erne i det der dengang var Punjab-provinsen i Britisk Indien og i dag en del af Pakistan. Opdagelsen af Harappa, og senere Mohenjo-Daro, var kulminationen af et arbejde, der var sat i værk i 1861 med den britiske Rajs grundlæggelse af The Archaeological Survey of India. Udgravningerne af Harappa er fortsat siden 1920 og der er opnået væsentlige fund helt op til nutiden, seneste så sent som i 1999. Der har i området været ældre og yngre kulturer, ofte kaldet "Tidlig Harappa" og "Sen Harappa". Pr. 1999 er der fundet mere end 1.056 byer og bosættelser, hvoraf de 96 er blevet udgravet, de fleste i den centrale region omkring Indus og Sarasvati og de omkringliggende bifloder. Blandt bosættelserne var de større bycentre Harappa, Mohenjo-daro (UNESCO Verdensarvområde), Dholavira, Ganeriwala i Cholistan og Rakhigarhi.
Induskulturens sprog er endnu ikke endeligt udforsket og dens tilknytning til andre sprog er uklar, idet kulturens skriftsprog endnu ikke er tydet. Den overvejende antagelse er, at sproget er i familie med den dravidianske eller elamo-dravidianske sprogstamme, men det er også antaget, at kulturens sprog var et austroasiatisk sprog i familie med munda-sproget.
Der er fundet skeletrester ved udgravningerne i Harappa, der viser et slægtskab med proto-australoider, mongoloider, og individer i middelshavsområdet og alperne.
Det menes at klimaændringer var årsag til Induskulturens store byers afmatning.
Der var handelsforbindelser til bl.a. mesopotamisk kultur.

## Opdagelse og udgravninger
Ruinerne i Harappa blev første gang omtalt i vestlig kultur i 1842 af Charles Masson i udgivelsen Narrative of Various Journeys in Balochistan, Afghanistan, and the Punjab, hvor Masson omtalte, at lokale talte om en fortidig by, der spredte sig over knap 40 km, men der knyttede sig ingen arkæologisk interesse til området i knap hundrede år herefter.
I 1856 besøgte general Alexander Cunningham (senere generaldirektør for den arkæologiske udforskning af det nordlige Indien) Harappa, hvor de britiske ingeniører John og William Brunton var i færd med at anlægge en jernbanelinje for East Indian Railway Company, der skulle forbinde byerne Karachi og Lahore. John Brunton var bekymret for at skaffe tilstrækkeligt med skærver til at anlægge jernbanens spor. De havde fået fortalt om en forhistorisk by, kaldet Brahminabad, nær de planlagte spor. Da John Brunton besøgte området fandt han det fyldt med adskillige brændte mursten, og han noterede i sin dagbog, at de brændte mursten var lige det han behøvede til sin jernbane. På den måde blev den forhistoriske by Brahminabad reduceret til skærver og brugt til anlæggelsen af jernbanen. Få måneder senere lidt længere nordpå blev der under ledelse af William Brunton i forbindelse med anlægget af banen fundet en anden forhistorisk by, der ligeledes blev knust til skærver og brugt til ca. 150 km af jernbanens spor.
Alexander Cunningham beskrev i 1872-75 det første segl fra Harappa. Et halvt århundrede senere, i 1912, blev der fundet flere segl fra Harappa af J. Fleet, hvilket igangsatte en udgravning under ledelse af Sir John Hubert Marshall i 1921–22, der førte til opdagelsen af civilisationen ved Harappa og omkringliggende steder. I 1931 var det meste af Mohenjo-Daro udgravet, men udgravningerne fortsatte i områderne, herunder udgravninger under ledelse af Sir Mortimer Wheeler, direktør for the Archaeological Survey of India i 1944.
Efter uafhængigheden og Indiens deling var de fleste af områderne overtaget af Pakistan hvor det meste af Induskulturen var placeret. Udgravningerne blev i vidt omfang forestået af Sir Mortimer Wheeler i 1949. Der blev også foretaget udgravninger i den tidligere civilisations udkantsområder i det nuværende Afghanistan og i Indien.
I 2010 ramte voldsomme oversvømmelser området ved Haryana i Indien, hvilket ødelagde de arkæologiske udgravninger ved Jognakhera, hvor der var fundet et område, hvor der var sket udvinding af kobber for omkring 5.000 år siden. Udgravningsområdet blev dækket med ca. 3 meter vand, da en nærliggende kanal gik over sine bredder.

## Kronologi
Den modne Harappakultur eksisterede i perioden fra ca. 2600 til 1900 fvt. Dette inkluderer forgængeren og efterfølgeren Tidlig Harappakultur og Sen Harappakultur. Hele Induskulturen har muligvis varet fra 3300 til 1500 fvt. To termer bruge til at inddele kulturen i perioder: faser og æraer. Den tidlige Harappa-, modne Harappa- og sene Harappa-fase kaldes også henholdsvis Regionalisering-, Integrerings- og Lokaliseringsæraerne og når tilbage til den neolitiske Mehrgarh II-periode. Ifølge Ahmad Hasan Dani, der er professor emeritus ved Quaid-e-Azam University, Islamabad "Ændrede opdagelser ved Mehrgarh, at man ændrede hele konceptet ved Induskulturen". "Der har vi hele sekvensen, lige fra begyndelsen af faste landsbyer."
| Tidsperiode   | Fase                                                            | Periode                    |
| ------------- | --------------------------------------------------------------- | -------------------------- |
| 7000–5500 BCE | Mehrgarh I (førkeramisk Neolitikum)                             | Tidlig madproducerende Æra |
| 5500–3300     | Mehrgarh II-VI (keramisk Neolitikum)                            | Regionaliseringsæra        |
| 3300–2600     | Tidlig Harappa                                                  | Regionaliseringsæra        |
| 3300–2800     | Harappa 1 (Ravi-fase)                                           | Regionaliseringsæra        |
| 2800–2600     | Harappa 2 (Kot Diji-fase, Nausharo I, Mehrgarh VII)             | Regionaliseringsæra        |
| 2600–1900     | Moden Harappa (Induskulturen)                                   | Integreringsæra            |
| 2600–2450     | Harappa 3A (Nausharo II)                                        | Integreringsæra            |
| 2450–2200     | Harappa 3B                                                      | Integreringsæra            |
| 2200–1900     | Harappa 3C                                                      | Integreringsæra            |
| 1900–1300     | Sen Harappa (Gravplads H); Okkerfarvet Keramik                  | Lokaliseringsæra           |
| 1900–1700     | Harappa 4                                                       | Lokaliseringsæra           |
| 1700–1300     | Harappa 5                                                       | Lokaliseringsæra           |
| 1300–300      | Gråmalet keramikkultur, Nordlig Sortpoleret Keramik (Jernalder) | Indo-Gangetisk Tradition   |

## Tidlig Harappa
Den tidligere Harappa Ravi-fase, opkaldt efter den nærliggende flod Ravi, varede fra cirka 3300 f.Kr. til 2800 f.Kr. Den er knyttet til Hakra-fasen, der havde sit udspring i Ghaggar-Hakra floddalen i vest og er forud for Kot Diji-fasen (2800–2600 f.Kr., Harappa 2), opkaldt efter et område i det nordlige Sindh i Pakistan, nær Mohenjo Daro. De tidligste eksempler på indus-skrifttegn er dateret til det tredje årtusinde f.Kr. Fund gjort ved udgravninger i Bhirrana, Rajasthan i Indien af arkæologen K. N. Dikshit indikerer, at lertøj fra dette område er fra omkring 7500 f.Kr.
Den modne fase for tidligere landsbykulturer er repræsenteret ved Rehman Dheri og Amri i Pakistan. Kot Diji (Harappa 2) repræsenterer fasen, der førte til den modne Harappa med et citadel, der repræsenterer autoritet og en tiltagende urbanisering. En anden by på dette stadium blev fundet ved Kalibangan i Indien ved floden Hakra.
Handelsnetværk knyttede denne kultur sammen med andre kulturer i regionen og skaffede adgang til fjerne kilde af råmaterialer, herunder lapis lazuli og andre materialer til brug for fremstilling af smykker. Indbyggerne havde på denne tid domesticeret forskellige afgrøder, herunder ærter, sesamfrø, dadler og bomuld samt dyr som eksempelvis vandbøffel. Tidlige Harappa-samfund udviklede store bycentre omkring 2600 f.Kr., hvor den modne Harappa-fase begyndte.

## Modne Harappa
Omkring 2600 fvt. er det tidlige Harappa-samfund blevet omdannet til store bykulturer. Byerne inkluderer Harappa, Ganeriwala, Mohenjo-Daro i nutidens Pakistan og Dholavira, Kalibangan, Rakhigarhi, Rupar og Lothal i nutidens Indien. I alt er der blevet fundet mere en 1.052 byer og bebyggelser hovedsageligt i området ved Indusfloden og dens bifloder.

### Byer
En sofistikeret og teknologisk avanceret bykultur er tydeligt i Induskulturen, hvilket gør dem de første byer i regionen. Kvaliteten af kommunal byplanlægning tyder på viden om byplanlægning og effektiv kommunal forvaltning, som gav god hygiejne, eller alternativt adgang til midlerne til religiøse ritualer.
Som det ses i Harappa, Mohenjo-Daro og den nyligt delvist udgravet Rakhigarhi, omfatter denne byplan verdens første kendte urban sanitetssystemer. Inden for byen, fik de enkelte boliger eller grupper af boliger vand fra brønde. Fra et rum ser det ud til at være brugt til bad, ser det ud til at spildevandet blev sendt ned i afløb, som løb langs byens større gader. Huse var kun åbnet ind mod en indre gårdhave og mindre plæner. Huset-bygning i nogle landsbyer i området ligner stadig i nogle henseender hus-bygning i Harappa. 
De gamle Indus systemer kloakering og dræning, der er udviklet og anvendt i byer over hele Indusregion var langt mere avanceret end noget fundet i visse moderne byområder i Mellemøsten og endnu mere effektive end dem i mange områder af Pakistan og Indien i dag. Den avancerede arkitektur fremgår af deres imponerende skibsværfter, kornmagasiner, lagerbygninger, murstensplatforme og beskyttende mure. De massive mure omkring Indusbyer beskyttede sandsynligvis Harappa-kulturen fra oversvømmelser og kan have afholdt militære konflikter.
Formålet med citadel er fortsat debatteret. I skarp kontrast til andre civilisationer i samtiden, Mesopotamien og det gamle Ægypten, er der ikke blevet bygget store monumentale strukturer. Der er ikke noget afgørende bevis for paladser eller templer eller af konger, hære, eller præster. Nogle strukturer menes, at have været kornmagasiner. Et enormt velbygget bad fundet i en ny by (det "Store Bad"), som kan have været en offentlig bad. Selv om citadeller var omkranset af mur, er det langt fra klart, at disse strukturer var defensive. De kan have været bygget til at aflede oversvømmelser.
De fleste byboere synes, at have været handlende eller håndværkere, der levede med andre udøve samme erhverv i veldefinerede kvarterer. Materialer fra fjerne regioner blev brugt i byerne til konstruktion segl, perler og andre objekter. Blandt de genstande som er blevet fundet var smukke glaserede fajanceperler. Fedtstenssegl har billeder af dyr, mennesker (måske guder) og andre typer af inskriptioner, herunder endnu utydede skrifttegn fra Induskulturen. Nogle af seglene blev brugt til at stemple ler på handelsvarer og havde sandsynligvis også andre anvendelser.
Selv om nogle huse var større end andre, er byer i Induskulturen bemærkelsesværdige for deres tilsyneladende egalitarisme, såfremt deres filosofi var beslægtet. Alle husene havde adgang til vand- og afløbsfaciliteter. Det giver indtryk af et samfund med relativt lav koncentration af rigdomme, selvom samfundsklasser tydeligt ses i personlig udsmykning.

### Kunst og håndværk
Der er på de forskellige udgravningssteder fundet flere skulpturer, stentøj, guldsmykker og anatomisk detaljerede figurer af terracotta, bronze og andre materialer.
Flere figurer i guld, terracotta og sten af piger i dansepositur viser, at dans har haft en fremtrædende plads i kulturen. Der er også fundet flere skulpturer af kvæg, bjørne, aber og hunde. Der er på fundne segl i området med billeder af dyr, som ikke umiddelbart har kunnet identificeres eller tydes. Nogle forestiller halv tyr, halv zebra, med store horn, og har udløst megen spekulation over betydningen og symbolikken. Der er fortsat ikke tilstrækkelige fund til at fastlægge om der er tale om religiøse eller kulturelle symboler, men de mange fund af afbildninger af denne skabning rejser spørgsmålet om, hvorvidt disse er et religiøst symbol i Induskulturen.
Arkæologen Sir John Marshall gav udtryk for forbavselse, da han så den berømte Indus bronze statuette forestillende en dansende pige i Mohenjo-Daro:
| Citat | When I first saw them I found it difficult to believe that they were prehistoric; they seemed to completely upset all established ideas about early art, and culture. Modeling such as this was unknown in the ancient world up to the Hellenistic age of Greece, and I thought, therefore, that some mistake must surely have been made; that these figures had found their way into levels some 3000 years older than those to which they properly belonged .... Now, in these statuettes, it is just this anatomical truth which is so startling; that makes us wonder whether, in this all-important matter, Greek artistry could possibly have been anticipated by the sculptors of a far-off age on the banks of the Indus. | Citat |
|       | |       |

Flere håndværk, herunder i keramik, og fremstilling af figurer af bl.a. agat og fedtsten fokuserede på fremstilling af halskæder, armbånd og andre pyntegenstande i alle Harappas faser og anvendes den dag i dag på subkontinentet. Flere make-up produkter og produkter til personlig pleje (herunder en særlig kam, kakai, brugen af øjen-salve og en særlig tre-i-en toiletartikel) der blev fundet i Harappa-kontekst har den dag i dag nutidige modstykker i det moderne Indien. Terracottafigurer af kvinder dateret til ca. 2800-2600 f.Kr. med rød farve i hårets skilning er ligeledes ofte fundet.
Der er fundet segl i Mohenjo-Daro der forestiller figurer, der står på hovedet, og en figur, der sidder med benene over kors i en position, der minder om en yoga-lignende positur. Denne figur, til tider kaldet Pashupati, er blevet fortolket på flere måder. Sir John Marshall har identificeret figuren med en lighed med Hindu-guden Shiva. Hvis denne fortolkning er korrekt, vil det være bevis for, at nogle aspekter i Hinduismen rækker forud for de tidligste tekster som Vedaen.
Et harpe-lignende instrument er fundet på et af de mange segl, der er fundet, og andre fund i området har indikeret brugen af strengeinstrumenter. Der er også gjort fund af forskellige legetøj og spil i Induskulturen, herunder en kubisk terning med ét til seks huller på de seks overflader. Fundet af terningen blev gjort i Mohenjo-Daro.

### Religion
Religion og religiøse forestillinger blandt Indukulturen har tiltrukket sig betydelig opmærksomhed, herunder særlig for at vurdere kulturens betydning for senere guder og guddomme i senere indisk religion, der blev udviklet i samme område. Grundet det sparsomme materiale, der er åbent for fortolkning, og grundet den omstændighed, at skriftsproget fortsat ikke er tydet, er konklusionerne imidlertid spekulative og i vidt omfang baseret på retrospektive vurderinger i et langt senere Hindu-perspektiv. Et tidligt og indflydelsesrigt værk på området, der satte en trend for en hinduistisk fortolkning af de arkæologiske fund fra Harrapan udgravningerne var arkæologen John Marshall, der i 1931 identificerede følgende fremtrædende figurer i Induskulturens religion: En stor mandlig gud og en tilsvarende kvindelig gudinde, symbolsk repræsenteret ved en fallos (linga) og en vulva (yoni); samt brugen af badning og vand i religiøs sammenhæng. Marshall fortolkning har været omdiskuteret og til tider været afvist i perioder.

## Induskulturens kollaps
Omkring 1800 f.Kr. opstod tegn på en begyndende kollaps af kulturen og omkring 1700 f.Kr. var de fleste af byerne forladte. I 1953 foreslog Sir Mortimer Wheeler, at Induskulturens undergang var forårsaget af en indoeuropæisk stamme fra centralasien, kaldet arierne. Som dokumentation for antagelsen henviste han til en gruppe af 37 skeletter fundet forskellige steder i Mohenjo-Daro og forskellige skriftlige kilder, der nævnte forskellige slag og forter. Wheelers antagelser blev dog hurtigt afvist, da skeletterne hidrørte fra en periode efter at byerne var blevet forladt og ingen var blevet fundet inden for citadellet. Senere undersøgelser af skeletterne i 1994 viste, at skaderne på disse var forårsaget af erosion og således ikke tegn på vold. I dag mener de fleste forskere, at Induskulturen kollapsede på grund af tørke og en nedgang i handlen med Egypten og Mesopotamien. Det er også blevet antaget, at indvandring af nye folk, afskovning, oversvømmelser, eller ændringer i løbet af floder kan have bidraget til sammenbruddet i kulturen.
Det var tidligere antaget, at civilisationens sammenbrud førte til et ophør i bymæssige samfundsstrukturer på det indiske subkontinent. Det er dog i dag klart, at Induskulturens kollaps fandt sted over en forholdsvis lang periode og at mange af kulturens elementer blev overtaget af senere kulturer.
Arkæologiske data tyder på, at den sene Harappa-kultur kan have overlevet til omkring 1000–900 f.Kr., og arkæolog fra Harvard Richard Meadow fremfører, at de sene Harappa-bosættelser i Pirak, var aktive fra 1800 f.Kr. og indtil Alexander den stores invasion i 325 f.Kr.
En forskningsgruppe ledet af geologen Liviu Giosan fra Woods Hole Oceanographic Institution konkluderede at klimaændringer i form af monsuner fra øst gjorde at Induskulturen gik tilbage. Gruppens fund blev udgivet i PNAS i maj 2012. Ifølge deres teori gjorde den langsomme migration af monsun fra øst i første omgang at kulturen kunne udvikle sig. Monsunregnen gjorde at landbrug kunne dyrkes og gav stort overskud, hvilket støttede udviklingen af byer. Induskulturens indbyggere udviklede ikke kunstvanding, idet de primært byggede på den sæsonbestemte monsunregn. Da monsunerne begyndte af flytte mod øst udtørrede deres vandforsyninger og landbrugsaktiviteter holdt langsomt op. Indbyggerne udvandrede derefter mod Ganges-området mod øst, hvor de etablerede mindre landsbyer og isolerede gårde. Det lille overskud der blev produceret i disse små samfund tillod ikke udvikling af handelen, og byerne uddøde.